# Serqueux, Seine-Maritime
Serqueux är en kommun i departementet Seine-Maritime i regionen Normandie i norra Frankrike. Kommunen ligger i kantonen Forges-les-Eaux som tillhör arrondissementet Dieppe. År 2022 hade Serqueux 948 invånare.

## Befolkningsutveckling
Antalet invånare i kommunen Serqueux
| Referens: INSEE |